# Salaparuta Chardonnay
Il Salaparuta Chardonnay è un vino a DOC che può essere prodotto nel comune di Salaparuta in provincia di Trapani.

## Vitigni con cui è consentito produrlo
- Chardonnay minimo 85%,
- altri vitigni a bacca bianca, non aromatici, raccomandati e/o autorizzati per la provincia di Trapani, da soli o congiuntamente, con l'esclusione del Trebbiano toscano, sino al massimo del 15%.

## Caratteristiche organolettiche
- colore: giallo paglierino più o meno intenso;
- profumo: intenso, caratteristico;
- sapore: secco, fruttato, gradevole, armonico;

## Produzione
Provincia, stagione, volume in ettolitri